# Didier Daeninckx

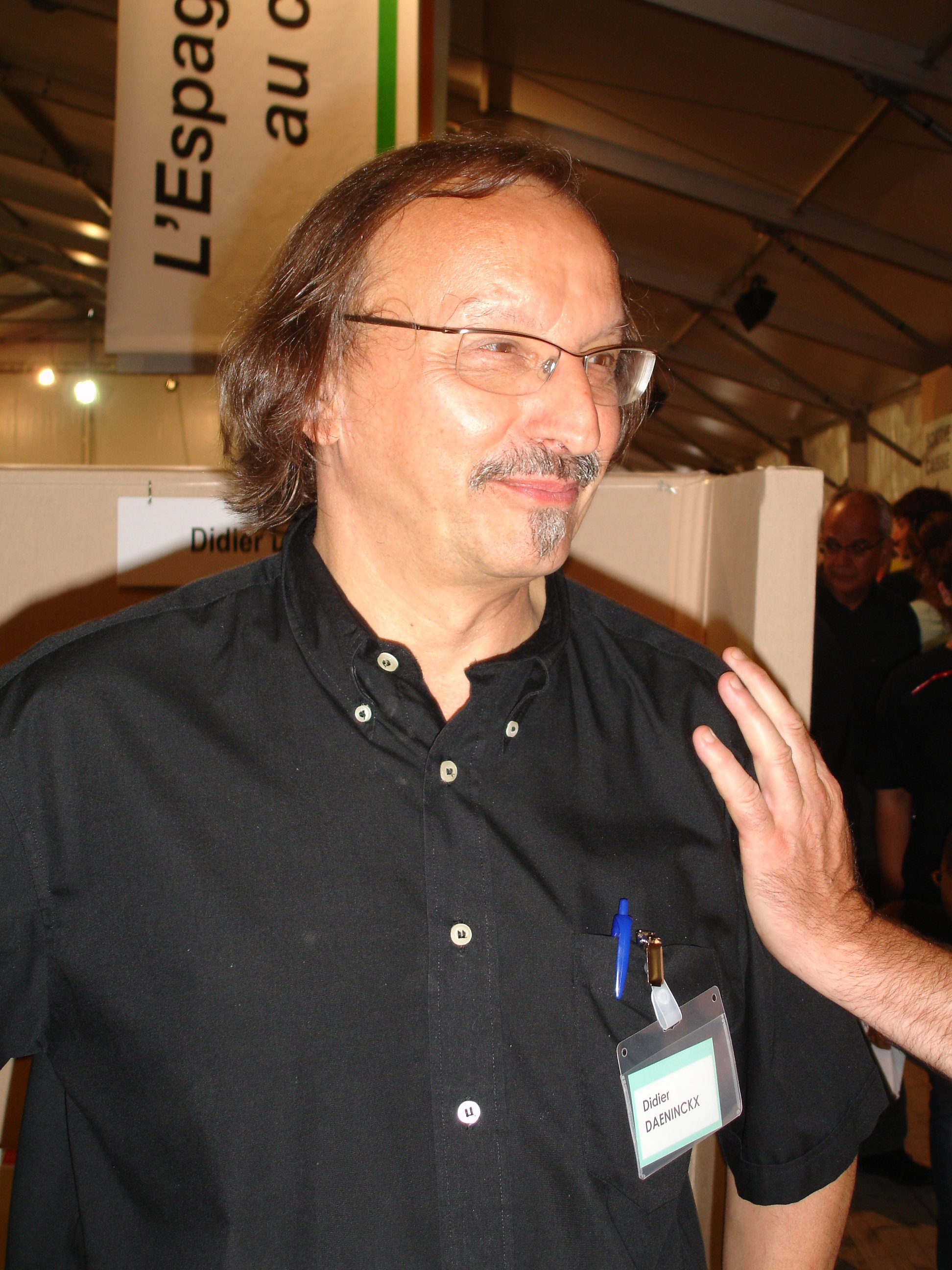
Didier Daeninckx

Didier Daeninckx (* 27. April 1949 in Saint Denis) ist ein französischer Krimiautor, der als einer der bedeutenden zeitgenössischen Kriminalschriftsteller Frankreichs gilt.